# Vía España
La Vía España o Avenida Central España, es una de las 3 arterias principales de la ciudad de Panamá, junto con la Vía Ricardo J. Alfaro (Tumba Muerto) y la Vía Simón Bolívar (Transístmica). En la misma circulan miles de vehículos diariamente.
A partir del Corregimiento de Juan Díaz, la prolongación de la avenida toma el nombre de Ave. José Agustín Arango. 
Además, en esta avenida hay dos estaciones del metro de Panamá: estación Vía Argentina y estación Iglesia del Carmen.

## Remodelación
Como parte de las mejoras de vialidad de las calles y la ciudad por parte del Municipio de Panamá, la vía España ha tenido muchas remodelaciones entre las cuales están: el soterrado de cables, la instalación de pisos de adoquines, bancas y remodelación de diferentes puntos como paradas y parques. 